# Helvetia semialba
Helvetia semialba là một loài nhện trong họ Salticidae.
Loài này thuộc chi Helvetia. Helvetia semialba được Eugène Simon miêu tả năm 1901.